# Theodosia Okoh Hockey Stadium
Le Theodosia Okoh Hockey Stadium est un stade de hockey sur gazon situé à Accra, au Ghana. Le stade a accueilli la Coupe d'Afrique des nations de hockey sur gazon 2009.
Le stade a été nommé d’après Theodosia Okoh, un ancien président de l'Association ghanéenne de hockey.
Les équipes nationales masculine et féminine de hockey sur gazon du Ghana utilisent le stade pour les entraînements et les matchs, en préparation des tournois internationaux.
Le stade abrite également la Ligue ghanéenne de hockey masculin et féminin, ainsi que les ligues de maîtres et de jeunes.

## Galerie

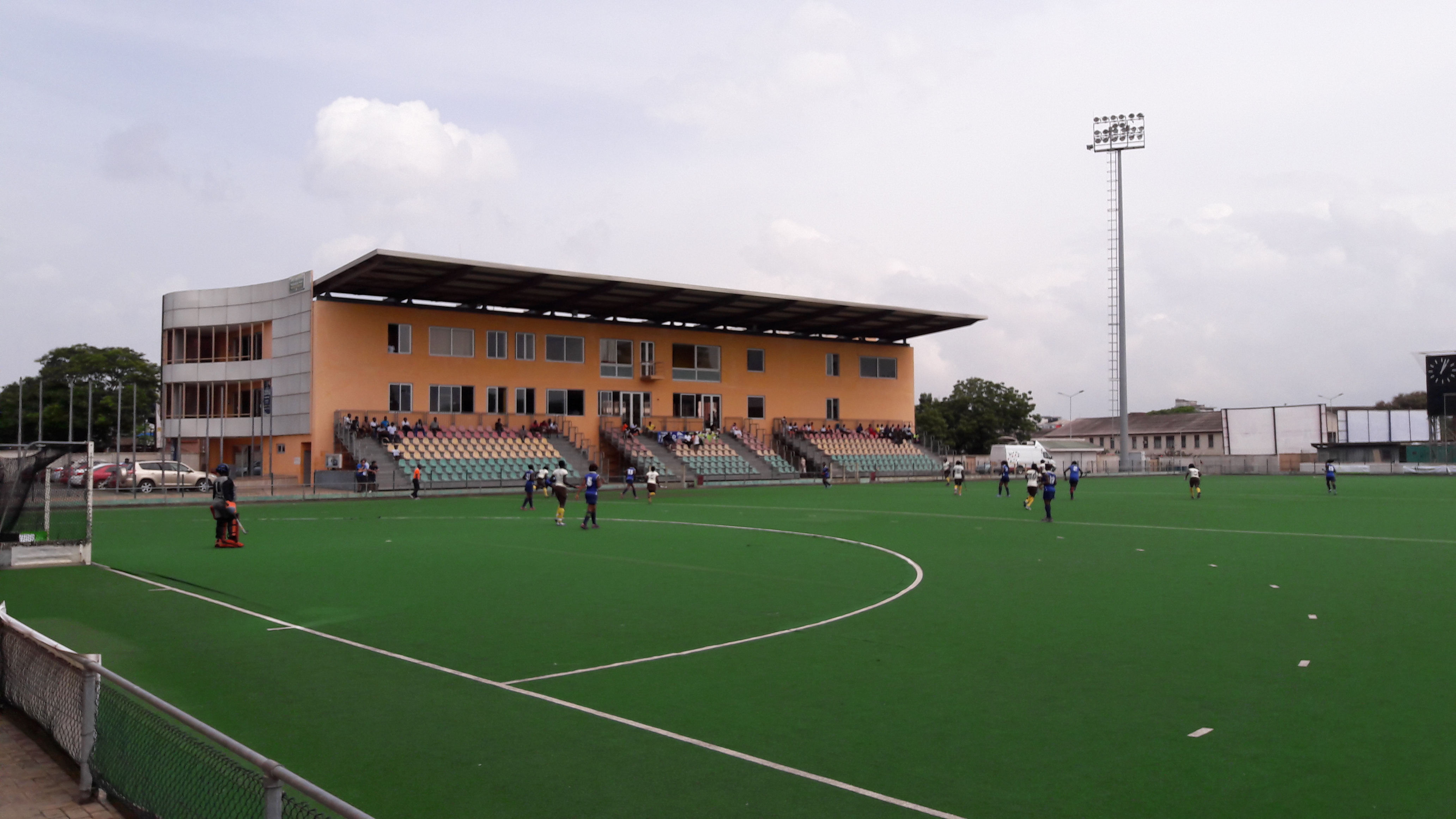
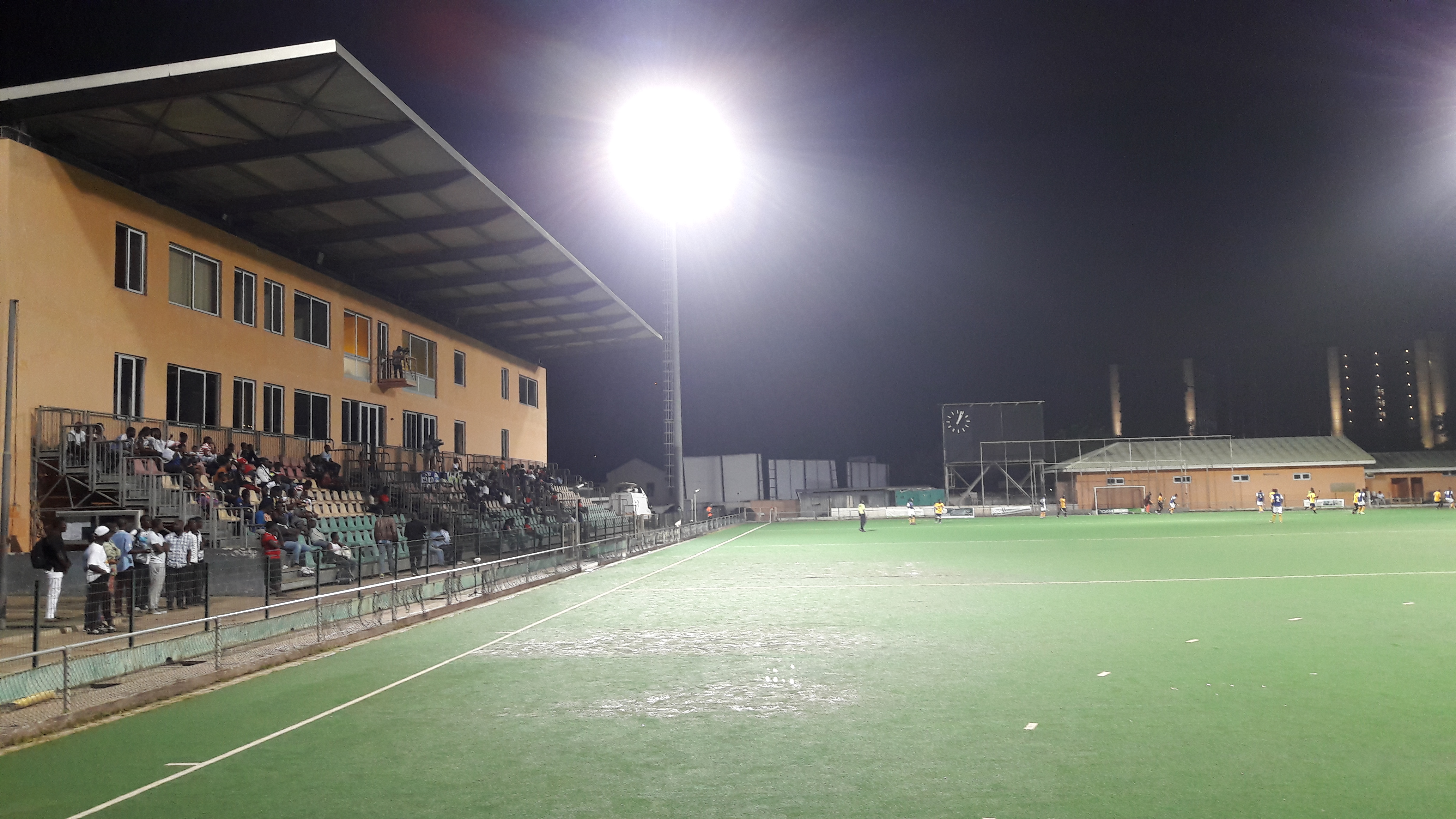
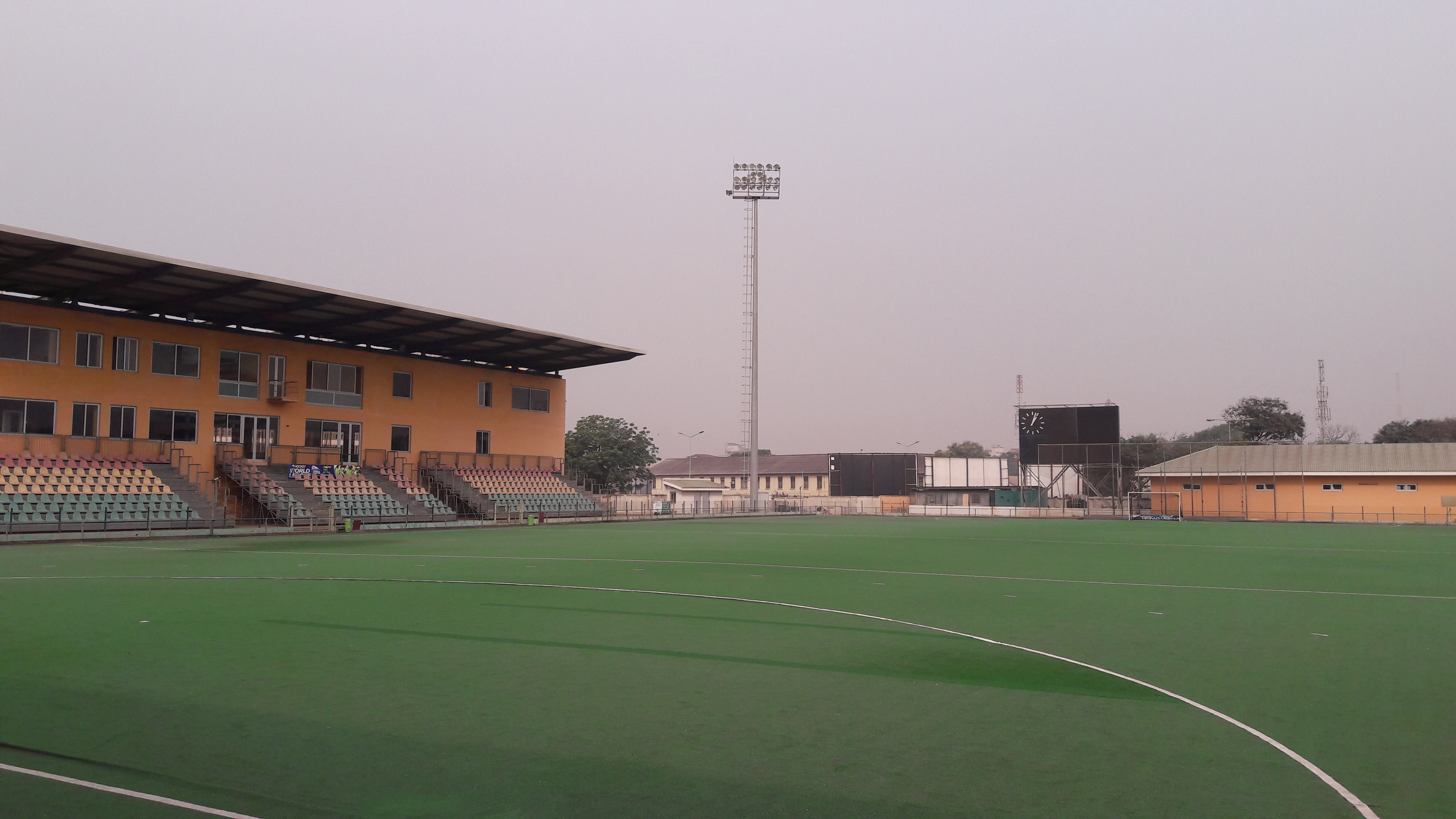
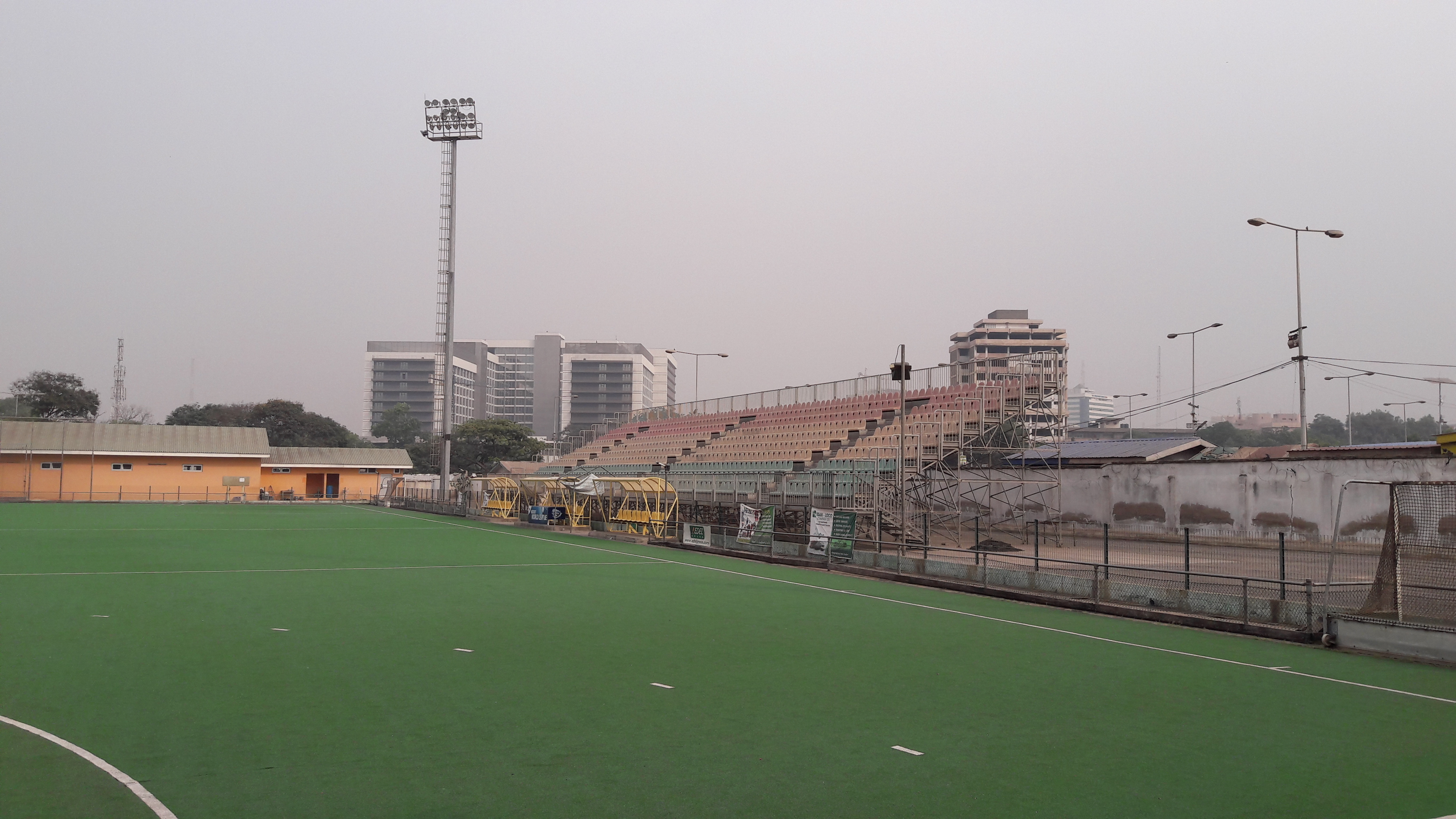